# Église Saint-Laurent de Bossée
L'église Saint-Laurent est une église catholique située à Bossée, en France.

## Localisation
L'église est située dans le département français d'Indre-et-Loire, sur la commune de Bossée.

## Historique
L'édifice est classé au titre des monuments historiques en 1921.
Elle arbore à son sommet un croissant, signe de l'avancée maximale des arabes au VIIIe siècle.